# Loupiac (Aveyron)
Pour les articles homonymes, voir Loupiac.
Loupiac est une  ancienne commune française située dans le département de l'Aveyron et la région Occitanie. Elle est associée à la commune de Causse-et-Diège depuis 1973.

## Géographie
Le village est traversé par la route D922.

## Histoire
L'alleu de Loupiac est mentionné en 961 dans le testament de Raymond I.
Le 1er novembre 1973, la commune de Loupiac est rattachée sous le régime de la fusion-association à celle de Salvagnac-Saint-Loup qui devient Causse-et-Diège.

## Politique et administration
| Période                                  | Période | Identité      | Étiquette | Qualité |
| ---------------------------------------- | ------- | ------------- | --------- | ------- |
| 2008                                     |         | Christian Lac |           |         |
| Les données manquantes sont à compléter. |         |               |           |         |

## Démographie
| 1793 | 1800 | 1806  | 1821  | 1831  | 1836  | 1841  | 1846  | 1851  |
| ---- | ---- | ----- | ----- | ----- | ----- | ----- | ----- | ----- |
| 674  | 595  | 1 173 | 1 263 | 1 296 | 1 100 | 1 146 | 1 137 | 1 259 |

| 1911 | 1921 | 1926 | 1931 | 1936 | 1946 | 1954 | 1962 | 1968 |
| ---- | ---- | ---- | ---- | ---- | ---- | ---- | ---- | ---- |
| 779  | 678  | 600  | 582  | 587  | 503  | 452  | 467  | 429  |

## Lieux et monuments

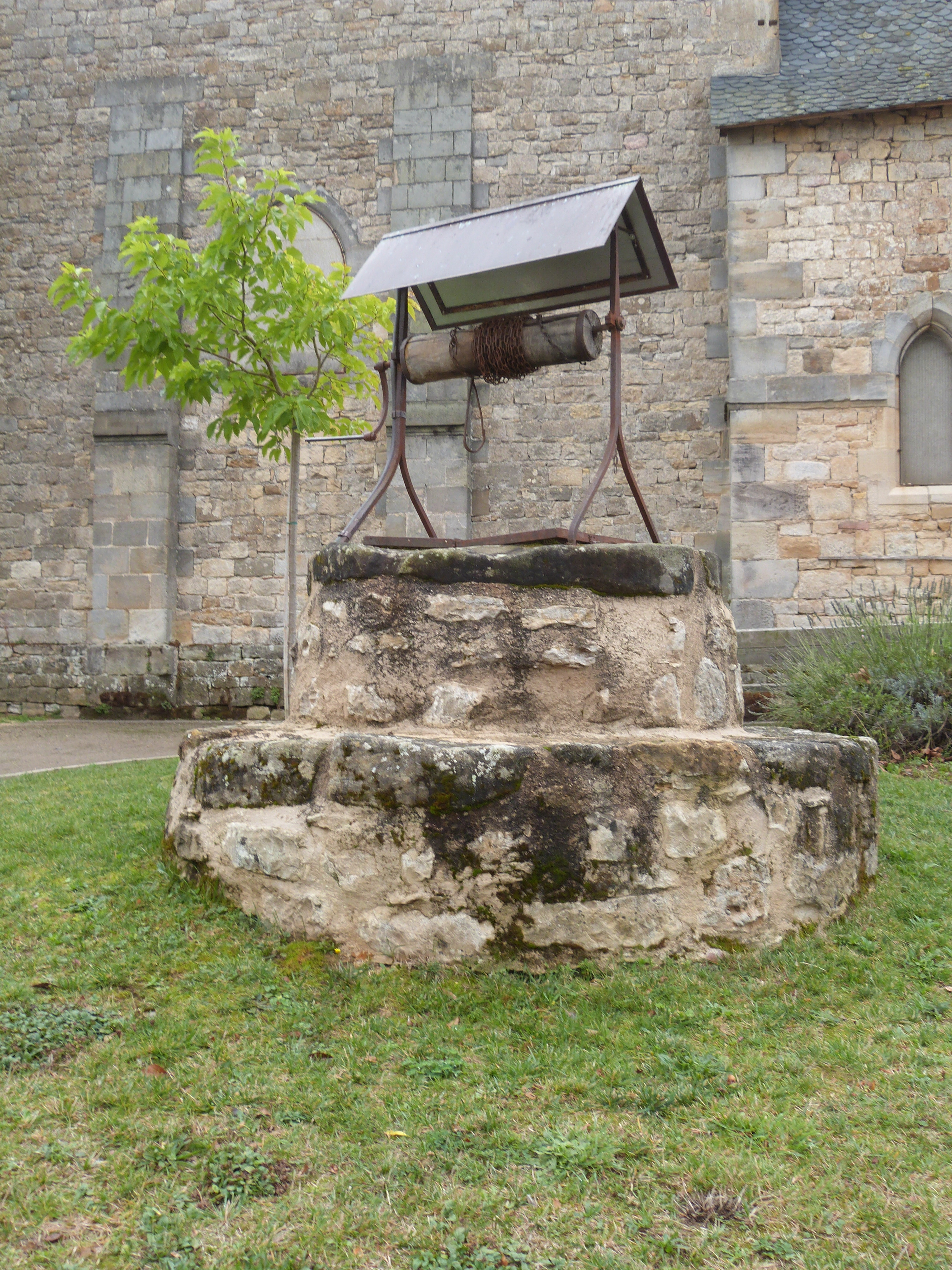
Puits.
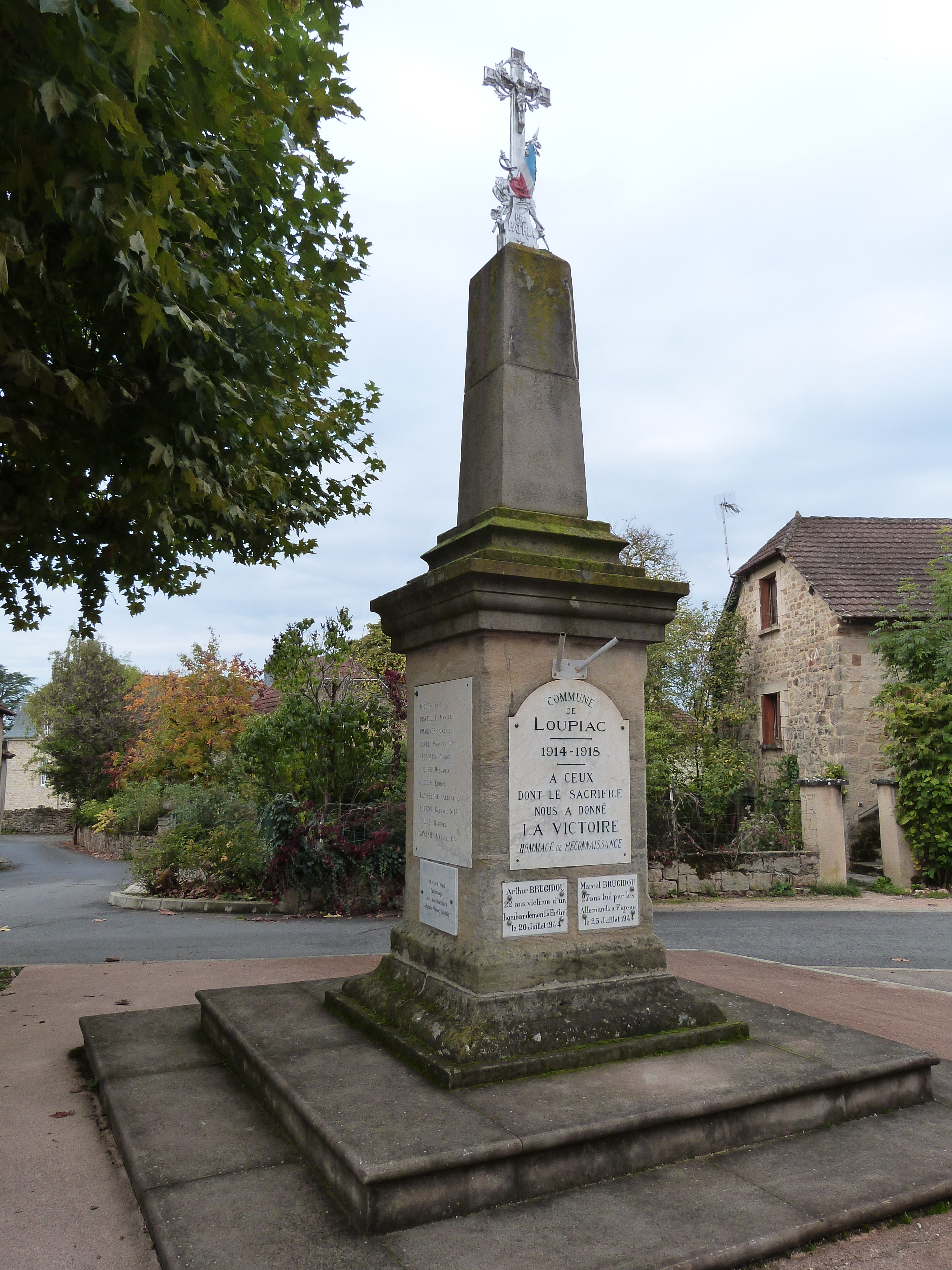
Monument aux morts.